# TMX
TMX (Viết tắt của Translation Memory eXchange tạm dịch là định dạng phiên dịch trao đổi bộ nhớ ) là một định dạng chuẩn XML mở dành cho việc trao đổi dữ liệu về bộ nhớ dịch được tạo ra tự động bởi các máy dịch và các công cụ dịch thuật. TMX được phát triển và duy trì bởi OSCAR , một nhóm lợi ích đặc biệt của LISA  (Hiệp hội Tiêu chuẩn Địa phương hoá Công nghiệp). Tồn tại từ năm 1998, định dạng này cho phép trao đổi dễ dàng hơn các bộ nhớ dịch giữa các công cụ và/hoặc thông dịch viên, đảm bảo các dữ liệu quan trọng ít bị mất mát. Phiên bản hiện tại là 1.4b - nó cho phép tạo lại các văn bản nguồn và các văn bản đích từ dữ liệu TMX. TMX 2.0 được phát hành cho ý kiến công chúng vào tháng 3 năm 2007.
TMX là một phần của kiến trúc mở OAXAL.

## Ví dụ
Sau đây là một ví dụ về TMX:
```
<tmx
 
version=
"1.4"
>

  
<header

    
creationtool=
"XYZTool"
 
creationtoolversion=
"1.01-023"

    
datatype=
"PlainText"
 
segtype=
"sentence"

    
adminlang=
"en-us"
 
srclang=
"en"

    
o-tmf=
"ABCTransMem"
/>

  
<body>

    
<tu>

      
<tuv
 
xml:lang=
"en"
>

        
<seg>
Hello
 
world!
</seg>

      
</tuv>

      
<tuv
 
xml:lang=
"fr"
>

        
<seg>
Bonjour
 
tout
 
le
 
monde!
</seg>

      
</tuv>

    
</tu>

  
</body>

</tmx>

```

## Công cụ
Có nhiều công cụ có thể dùng để tạo ra hoặc xử lý tập tin TMX
- TMXValidator là công cụ mã nguồn mở để kiểm tra tính hợp lệ của tài liệu TMX.
- CSVConverter, tạo tài liệu TMX từ tập tin CSV.
- bitext2tmx, tạo TMX từ bitext.[4]
- Olifant là ứng dụng .NET mã nguồn mở để tạo ra và quản lý tài liệu TMX.
- Stingray Document Aligner là công cụ thương mại viết bằng Java để tạo ra tập tin TMX từ các cặp tập tin ở nhiều định dạng khác nhau.
- Công cụ po2tmx của Translate Toolkit có thể tạo TMX từ PO.[5]
- SDL TRADOS có thể tạo ra tập tin TMX.
- Phần mềm MemoQ Lưu trữ ngày 15 tháng 2 năm 2010 tại Wayback Machine có thể xuất và nhập TMX.
- Fortis Revolution có thể xuất và nhập TMX.
- Apertium có thể bỏ qua quy tắc dịch theo luật khi tìm thấy câu trùng khớp trong TMX
- STAR Transit XV và STAR Transit NXT có thể xuất và nhập TMX.
- Google Dịch có thể sử dụng các tập tin TMX.
- Okapi Framework có nhiều công cụ có thể xuất và nhập TMX [6]